# C11H10N2O3
化学式C11H10N2O3（摩尔质量：218.21 g/mol）可以指：
- 苯甲比妥，CAS号：76-94-8
- 4-喹唑啉酮-2-甲酸乙酯，CAS号：29113-33-5

|  | 这个同类索引页列出了具有相同分子式的化学物（即同分異構體）条目。 除非您是有意链接至本页，否则应将相应条目的内部链接指向正确的条目。 |